# Loney, Dear
Loney, Dear, pseudonimo di Emil Svanängen (...), è un cantautore e polistrumentista svedese.
L'artista ha all'attivo 6 album in studio. Dei primi quattro, autoprodotti dallo stesso Svanängen, a riscuotere maggior successo fu Loney, Noir (2005), in seguito ripubblicato nel 2007 dalla Sub Pop.

## Biografia
Il primo album, The year of River Fontana, del 2003, venne registrato e prodotto da Svanängen con mezzi rudimentali. L'artista effettuò le registrazioni nel seminterrato della casa dei genitori, utilizzando un registratore portatile e un pc, e ne fece delle copie da vendere durante le prime esibizioni live e attraverso il sito. Inaspettatamente l'album riscosse un discreto successo e il cantante divenne popolare tra gli appassionati della rete. Nei due anni successivi Svanängen registrò e produsse altri tre album.
Nel 2006 Loney, dear ha firmato un contratto con l'etichetta statunitense Sub Pop, realizzando una riedizione dell'album Loney, Noir nel febbraio 2007.
Sempre nel 2006 appare nell'album Let me introduce my friends degli I'm From Barcellona, nella canzone "This boy".
L'ultimo album, Hall Music, uscito per la Polyvinyl Record, risale all'autunno 2011.

## Curiosità
- La canzone Ignorant Boy, Beautiful Girl è stata impiegata negli spot televisivi della Leroy Merlin nel 2011.
- Nel 2016 viene pubblicato l'album Black Cat di Zucchero Fornaciari, all'interno del quale è contenuto il brano Voci (Namanama version), il cui incipit è stato campionato da Ignorant Boy, Beautiful Girl.

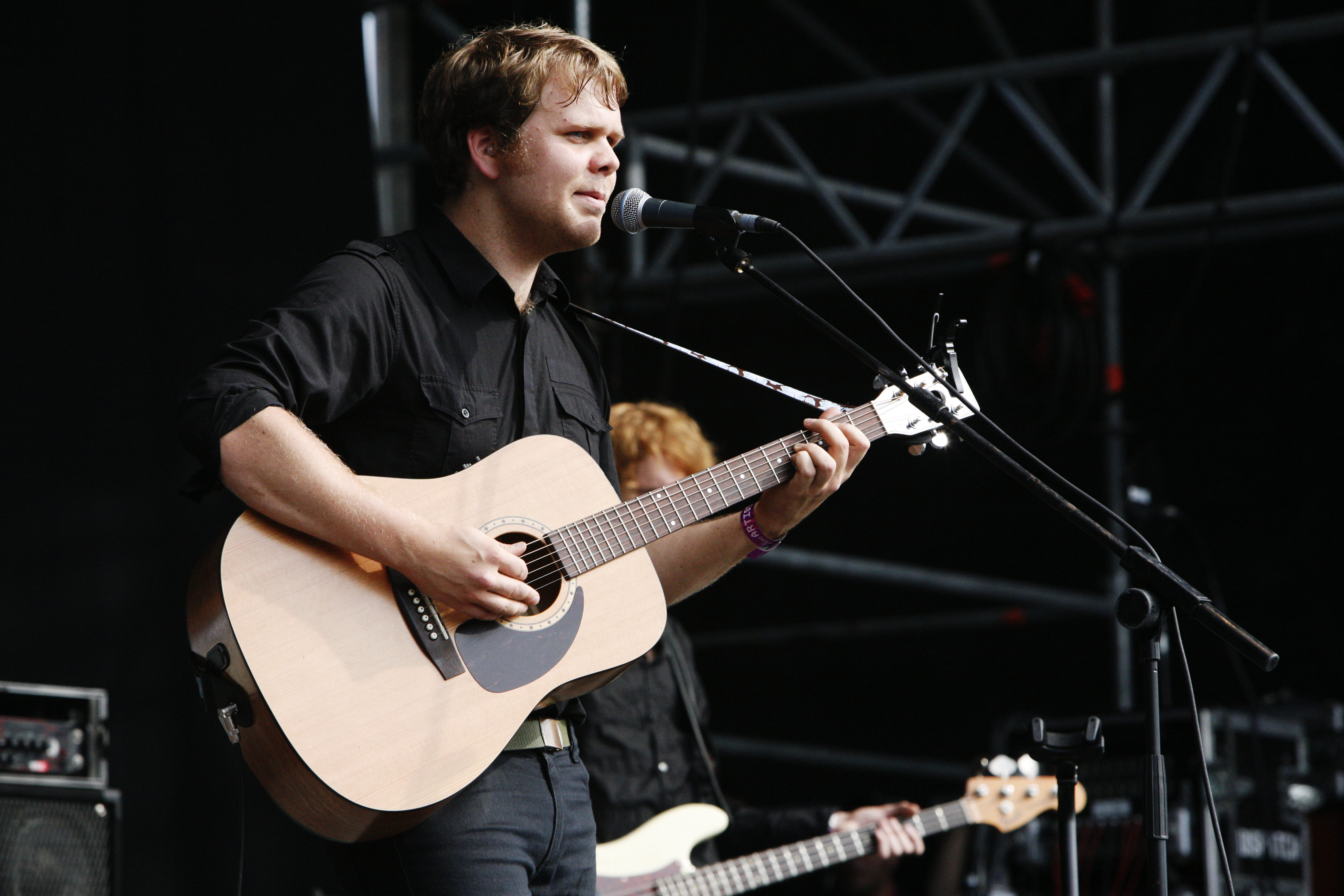
Emil Svanagen

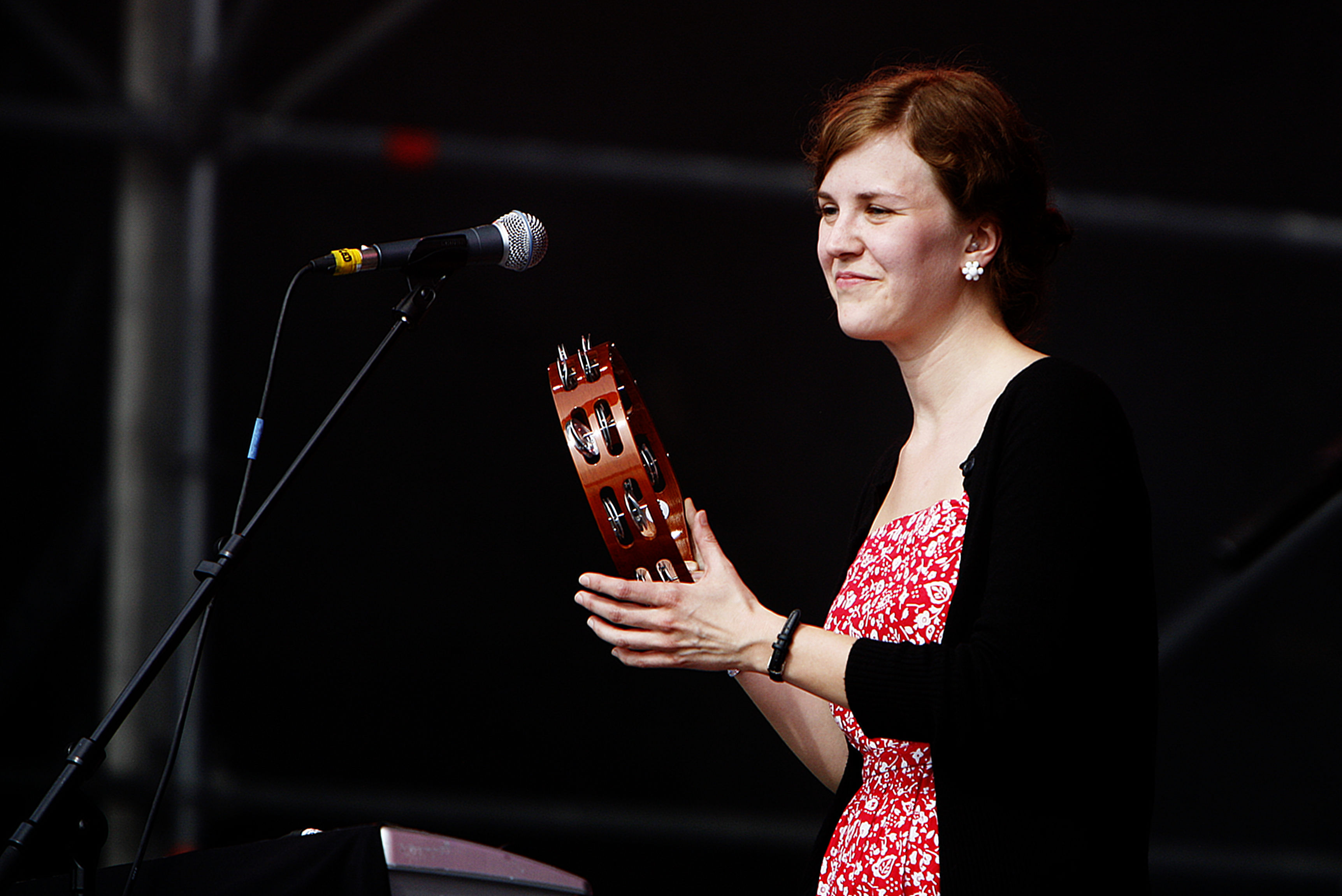
Malin Stanhlberg, membro della formazione live dei Loney, dear

## Discografia

### Album
- 2003 - The Year of River Fontana (autoprodotto)
- 2004 - Citadel Band (autoprodotto)
- 2005 - Loney, Noir (autoprodotto)
- 2006 - Sologne (autoprodotto, Something in Construction (SICNOTE 025))
- 2007 - Loney, Noir (ri-edizione, Sub Pop)
- 2009 - Dear John (Polyvinyl Record Co.)
- 2011 - Hall Music
- 2017 - Loney Dear (Real World Records)
- 2021 - A Lantern and a Bell